# Berijew Be-30
Die Berijew Be-30 (russisch Бериев Бе-30) ist ein Flugzeug des sowjetischen Herstellers Berijew. Es handelt sich um einen freitragenden Schulterdecker. Der Erstflug mit zwei 740-PS-ASch-21-Sternmotoren fand am 3. März 1967 statt. Der Erstflug mit Turbinen wurde am 13. Juli 1968 absolviert.

## Entwicklung
Grund der Entwicklung eines Landflugzeuges durch das eigentlich auf Flugboote spezialisierte OKB Berijew war die Entscheidung von Nikita Chruschtschow in den 1960er Jahren, die Entwicklung von Flugbooten einzustellen. Das Entwicklungsziel war die Schaffung eines Flugzeugtyps, der die Muster Antonow An-2, Lissunow Li-2 und Iljuschin Il-14 ersetzen sollte. Die Arbeiten begannen 1965 unter G. M. Belkow und nach dem Erstflug am 3. März 1967 wurde der Prototyp am 8. Juli gleichen Jahres in Domodedowo öffentlich vorgestellt. Die Maschine wurde auch an der Pariser Luftfahrtschau Salon International de l’Aeronautique et de l’Espace 1969 im Westen vorgestellt.
Die ganz aus Metall gefertigte Maschine wurde von zwei Turboproptriebwerken angetrieben, die an der Tragflächenvorderkante angebracht waren. Die Tragfläche war mit leicht negativer V-Form an den äußeren Tragflächenstücken versehen. Der Holm war gefräst. Daneben kamen auch chemische Verfahren zum Einsatz. Die abnehmbare Flügelnase bestand aus einer geklebten Konstruktion. Der Flügel war etwa zur Hälfte in Sandwich-Wabenkern-Bauweise gefertigt. Zur Verbesserung der Langsamflugeigenschaften wurden Doppelspaltlandeklappen verwendet. Die Maschine verfügt über STOL-Eigenschaften. Das Bugradfahrwerk war einziehbar. Tragflügel, Leitwerk und die Lufteinlässe wurden durch Triebwerkszapfluft beheizt, um Eisansatz zu verhindern. Die Windschutzscheibe und die dreiblättrigen Propeller von 3 m Durchmesser besaßen ein elektrisches Heizsystem. Es gab Versuche, beide Triebwerke durch eine Welle miteinander zu koppeln, um so bei einem Triebwerksausfall während der kritischen Start- und Landephase eine bessere Handhabung der Maschine zu erreichen. Das System wurde erprobt, aber nicht in der Serie eingesetzt. Die Stromversorgung wurde von zwei Drehstromgeneratoren von insgesamt 32 kW Leistung in einem 200-V-Bordnetz bereitgestellt. Die Kabine, die über eigene Passagiertreppen verfügte, war klimatisiert. In einer hochdichten Bestuhlung und unter Wegfall des Gepäckraumes konnten bis zu 20 Passagiere befördert werden.
Die Avionik war ausreichend, um unter allen Wetterbedingungen fliegen zu können. Autopilot und ILS waren serienmäßig. Die Be-30 verfügte darüber hinaus über ein System, das Seitenwindeinflüsse während Start- und Landung automatisch kompensiert.
Die Be-30 stand im direkten Wettbewerb mit der Antonow An-28. In einem Vergleichsfliegen für die Aeroflot schnitten beide Typen gut ab, es kam aber zu keinen wesentlichen Bestellungen. Die Aeroflot entschied sich für die Let L-410. So wurden nur drei Serienmaschinen hergestellt. Zwischen 1967 und 1976 wurden zahlreiche Versuche mit ihnen durchgeführt. Die Maschine wurde in Details umkonstruiert und erhielt die Bezeichnung Berijew Be-32.

## Technische Daten
| Kenngröße                           | Daten                   |
| ----------------------------------- | ----------------------- |
| Besatzung                           | 1–2                     |
| Passagiere                          | 14–15                   |
| Länge                               | 15,70 m                 |
| Spannweite                          | 17,00 m                 |
| Höhe                                | 5,52 m                  |
| Flügelfläche                        | 32,0 m²                 |
| Flügelstreckung                     | 9,0                     |
| Kabinengröße (B × H × T)            | 1,50 × 1,82 × 5,66 m    |
| Radstand                            | 4,75 m                  |
| Spurweite                           | 5,20 m                  |
| Nutzlast                            | 1300 kg                 |
| Startmasse                          | maximal 5860 kg         |
| Antrieb                             | 2 × Gluschenkow TWD-10  |
| Startleistung                       | je 699 kW (950 PS)      |
| Höchstgeschwindigkeit               | 480 km/h in 2000 m Höhe |
| Reisegeschwindigkeit                | 460 km/h                |
| Abhebegeschwindigkeit               | 135 km/h                |
| Landegeschwindigkeit                | 130 km/h                |
| Reichweite mit maximaler Zuladung   | 400 km                  |
| Reichweite mit maximalem Treibstoff | 1300 km                 |
| Start-/Landerollstrecke             | 170 m / 130 m           |
| Startstrecke über 15 m              | 250 m                   |